# Pontault-Combault Handball
Maillots
Actualités
Dernière mise à jour : 23 octobre 2023.
Le Pontault-Combault Handball est un club français de handball basé à Pontault-Combault en Seine-et-Marne dans la banlieue sud-est de Paris. Fondé en 1967 sous le nom d'Étoile sportive de Pontault-Combault, le club passe ensuite dans le giron de l'Union municipale sports de Pontault-Combault, club omnisports de la ville, pour devenir sa section handball avant de prend son indépendance et d'adopter son nom actuel en 2018.
Depuis 1992, le club évolue alternativement entre les championnats de France de Division 2 et Division 1 qu'il a retrouvé pour seulement une saison en 2018-2019.

## Histoire
Né en 1967, l'Étoile sportive de Pontault-Combault a pris son essor en passant par le championnat Régional. Devenu Union municipale sports de Pontault-Combault Handball Club et alors entrainé par Thierry Anti, le club remporte le championnat de France de 3e division en 1992 puis de 2e division en 1994.
Le club évolue alors pendant 7 saisons dans l'élite avec pour point d'orgue une quatrième place en 1999. Le 22 février 2000, Philippe Desroses est nommé à la tête de l'équipe première en remplacement de Philippe Germain alors que l'équipe était classée plus modestement neuvième et craignait une éventuelle relégation. En quelques semaines, Desroses permet au club de frapper aux portes de la Coupe d'Europe avec un bilan de six victoires pour une seule défaite mais il meurt le 17 avril dans un accident de voiture. Le club termine finalement la saison à la 7e place avant d'être relégué au terme d'une saison 2000-2001 catastrophique avec 22 défaites en 26 matchs. Les saisons suivantes, le club oscille alors entre la D1 et la D2 avant d'être durablement relégué en 2008.
En 2018, le club, désormais appelé Pontault-Combault Handball, remporte les barrages d'accession de Proligue : auteur de 4 matchs nuls en autant de matchs, le club est ainsi promu en Division 1 sans avoir remporté de match.

## Salle
Le club joue ses matchs à l'Espace Boisramé de Pontault-Combault. Ce gymnase a été inauguré en 1988 et des travaux de réhabilitation ont lieu à l'été 2013 afin de refaire la toiture et le faux plafond. La salle dispose d'un sol en parquet et de 1300 places en tribunes environ.

## Palmarès
- Vainqueur du championnat de France de Division 2 : 1994, 2005
- Vainqueur du championnat de France de Nationale 1 : 1992
- Demi-finaliste de la Coupe de France : 2006

## Saison par saison
Le parcours saison par saison du club depuis 1991 est :
| Saison    | Division | Rang |
| --------- | -------- | ---- |
| 1991-1992 | Nat. 1   | 1er  |
| 1992-1993 | Div. 2   | 5e   |
| 1993-1994 | Div. 2   | 1er  |
| 1994-1995 | Div. 1   | 6e   |
| 1995-1996 | Div. 1   | 7e   |
| 1996-1997 | Div. 1   | 9e   |
| 1997-1998 | Div. 1   | 6e   |
| 1998-1999 | Div. 1   | 4e   |
| 1999-2000 | Div. 1   | 7e   |
| 2000-2001 | Div. 1   | 14e  |
| 2001-2002 | Div. 2   | 3e   |

| Saison    | Division | Rang |
| --------- | -------- | ---- |
| 2002-2003 | Div. 2   | 2e   |
| 2003-2004 | Div. 1   | 14e  |
| 2004-2005 | Div. 2   | 1er  |
| 2005-2006 | Div. 1   | 8e   |
| 2006-2007 | Div. 1   | 12e  |
| 2007-2008 | Div. 1   | 13e  |
| 2008-2009 | Div. 2   | 7e   |
| 2009-2010 | Div. 2   | 3e   |
| 2010-2011 | Div. 2   | 8e   |
| 2011-2012 | Div. 2   | 11e  |
| 2012-2013 | Div. 2   | 7e   |

| Saison    | Division | Rang        |
| --------- | -------- | ----------- |
| 2013-2014 | Div. 2   | 12e         |
| 2014-2015 | Div. 2   | 12e         |
| 2015-2016 | Div. 2   | 11e         |
| 2016-2017 | Div. 2   | 4e          |
| 2017-2018 | Div. 2   | 2e          |
| 2018-2019 | Div. 1   | 14e         |
| 2019-2020 | Div. 2   | 5e (arrêté) |
| 2020-2021 | Div. 2   | 3e          |
| 2021-2022 | Div. 2   | 3e          |
| 2022-2023 | Div. 2   | en cours    |

## Personnalités liées au club

### Joueurs
Parmi les joueurs ayant évolué au club, on trouve :
- Jean-Louis Auxenfans (1993-?)
- Emmanuel Courteaux
- Francis Franck (1995-1996)
- Thibaut Karsenty (2002-2006)
- Frédéric Louis (1992-1995)
- Mohamadi Loutoufi (2001-2005)
- Dragan Mladenović (2004-2006)
- Ion Mocanu (1995-2002)
- Stéphane Moualek (2003-2004)
- Kévynn Nyokas (2004-2006, formé au club)
- Olivier Nyokas (2004-2006, formé au club)
- Saïd Ouksir
- Danyel Paruta
- Thierry Perreux (1996-1998)
- Pierre-Yves Rigault
- Oleg Sapronov
- Jean-François Schwartz
- Axel Sjöblad (1992-1993)
- Yérime Sylla (2001-2004)
- Jiří Tancoš (2004-2006)
- Cristian Zaharia (1993-1996)

### Entraîneurs
Les entraîneurs du club depuis 1990 sont :
| Entraîneurs          | Période            |
| -------------------- | ------------------ |
| ?                    | 1968 - 1990        |
| Thierry Anti         | 1990 - 1994        |
| Philippe Carrara     | 1994 - 1996        |
| Philippe Germain     | 1996 - 2000        |
| Philippe Desroses    | 22/02 - 17/04/2000 |
| Emmanuel Remai       | 2000               |
| Philippe Carrara     | 2000 - 2007        |
| David Peneau         | 2007 - 2008        |
| Benjamin Pavoni      | 2008 - 2009        |
| Brahim Ighirri       | 2009 - 2010        |
| William Holder       | 2010 - 2014        |
| Sébastien Quintallet | 2014 - 2018        |
| Chérif Hamani        | 2018 - 2022        |
| Guillaume Saurina    | depuis 2022        |